# Kiruna (gemeente)
Kiruna, Fins: Kiiruna; Meänkieli: Kieruna; Samisch: Giron, is zowel een gemeente in Zweden als de grootste stad van het landschap Lapland. Lapland is het meest noordelijk landschap van Zweden, gelegen tegen Finland en Noorwegen aan. Het westen van de gemeente ligt grotendeels in het Scandinavische Hoogland.
In Kiruna wordt behalve Zweeds van oudsher ook Meänkieli, Fins en Noord-Samisch gesproken. Deze drie talen zijn als minderheidstalen erkend. De belangrijkste activiteit in de gemeente wordt geleverd door het mijnbouwbedrijf LKAB.

## Aardrijkskunde
De gemeente Kiruna behoort tot Norrbottens län. Het is de grootste gemeente binnen Europa met een oppervlakte van 20.714,7 km², de helft van Nederland. De gemeente telde 22.555 inwoners op 31 december 2021. Tachtig procent van de inwoners, 22.906, woonde op 30 september 2019 in de stad Kiruna.
De gemeente strekt zich in het westen voor een groot deel over het Scandinavische Hoogland uit. De hoogste berg van Zweden, de Kebnekaise, ligt in de gemeente Kiruna. Er zijn een zeven grote, niet gereguleerde rivieren: de Kalixälven, Torne, Rautasrivier,  Lainiorivier, Vittangirivier, Muonio en Könkämä. Er zijn een groot aantal meren. Het grootste is Torneträsk, het op zes na grootste meer van Zweden. Behalve een aantal natuurreservaten ligt ook het nationale park Abisko in Kiruna.
Er zijn zeven bevolkingskernen van meer dan 200 inwoners, daarvan is Kiruna het grootst. Er zijn verder nog Vittangi, Jukkasjärvi, Svappavaara,  Kuttainen, Karesuando en Övre Soppero met ieder minder dan 1.000 inwoners. Er zijn twaalf kleinere dorpen, waarvan alleen Idivuoma meer dan 100 inwoners heeft. Dat zijn onder andere Lannavaara, Abisko, Masugnsbyn, Saivomuotka, Kauppinen, Paksuniemi, Laxforsen, daar de noordwest oever van, Kurravaara, Närvä, Piksinranta en Mertajärvi. Deze dorpen zijn op inwonertal gesorteerd.
Nog meer dorpen in de gemeente Kiruna zijn: 
Altajärvi, Björkliden, Jostojärvi, Kaalasjärvi, Kattuvuoma, Kuoksu, Lainio, Laukuluspa, Merasjärvi, Nedre Soppero, Nurmasuando, Parakka, Piilijärvi, Puoltsa, Riksgränsen, Salmi, Sevujärvi, Tuolpukka, Vassijaure en Vivungi.

## Websites
- (sv)  Fishing Map.  gearchiveerd

Arjeplog · Arvidsjaur · Boden · Gällivare · Haparanda · Jokkmokk · Kalix · Kiruna · Luleå · Pajala · Piteå · Älvbyn · Överkalix · Övertorneå
Bestuurscentrum: Kiruna (Tätort)
Tätort: Jukkasjärvi · Karesuando · Kuttainen · Övre Soppero · Svappavaara · Vittangi
Småort: Abisko · Idivuoma · Kauppinen · Kurravaara · Lannavaara · Laxforsen · Masugnsbyn · Mertajärvi · Närvä · Paksuniemi · Piksinranta · Saivomuotka
Overig: Alalahti · Alttajärvi · Årosjåkk · Björkliden · Holmajärvi · Jänkänalusta · Kaalasjärvi · Kalixfors · Kattuvuoma · Käyrävuopio · Krokvik · Kuoksu · Lainio · Laukkusluspa · Luongaslompolo · Maunu · Merasjärvi · Nedre Soppero · Nurmasuanto · Paittasjärvi · Parakka · Piilijärvi · Pirttivuopio · Poikkijärvi · Puoltsa · Rautas · Rensjön · Salmi · Silkkimuotka · Stenbacken · Suijajärvi · Torneträsk · Tuolluvaara · Vassijaure · Viikusjärvi · Vittangi · Vivungi